# Barranc de Vallmanya
El Barranc de Vallmanya és un torrent afluent per l'esquerra del Barranc de Cal Cabot, al Solsonès.

## Municipis per on passa
El curs del Barranc de Vallmanya transcorre íntegrament pel terme municipal de Pinós.

## Xarxa hidrogràfica
La xarxa hidrogràfica del Barranc de Vallmanya està constituïda per 24 cursos fluvials que sumen una longitud total de 6.117 m.

### Afluents destacables
⊙ El Barranc del Bosc de Cal Cabot

### Distribució municipal
El conjunt de la seva xarxa hidrogràfica transcorre íntegrament pel terme municipal de Pinós.